# Santa Casa da Misericórdia de Olivença

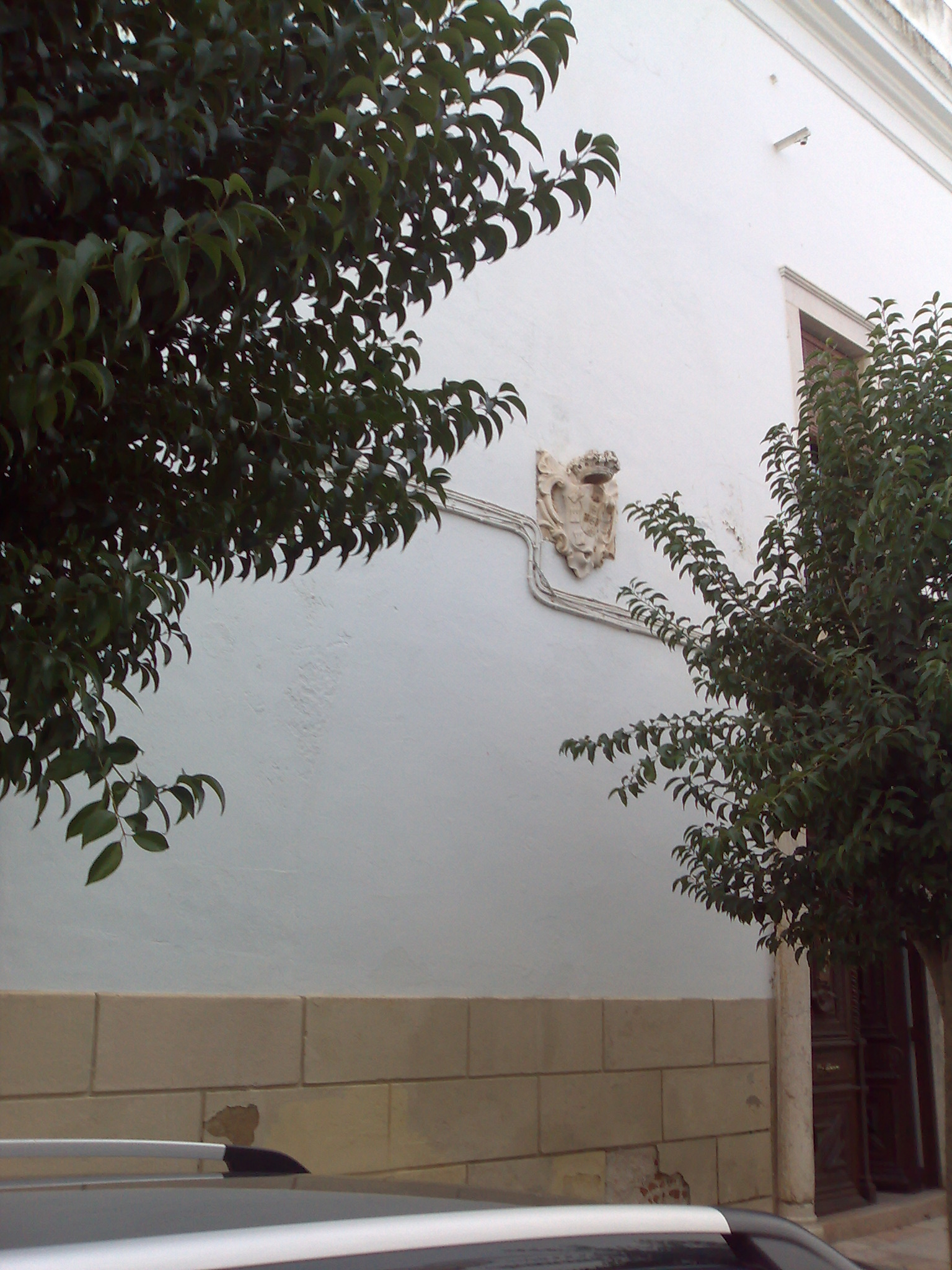
Santa Casa da Misericórdia de Olivença (com as armas de Portugal em destaque)

Santa Casa da Misericórdia de Olivença é uma instituição de caridade existente em Olivença, descendente da Santa Casa da Misericórdia portuguesa, mas actualmente sem qualquer dependência desta. 
Foi inaugurada solenemente por D. Manuel I em 20 de novembro de 1501, com a presença do governador da praça, do bispo, de militares e de uma grande parte da população em geral. As primeiras reuniões, contudo, realizaram-se no edifício da então câmara municipal. Para este empreendimento, D. Manuel contou com a ajuda do seu escudeiro-mor Pedro da Guarda, que fundara pouco tempo antes a Confraria da Misericórdia de Olivença.
A construção do hospital associado terá sido uma iniciativa da Rainha D. Leonor, esposa de D. João II, que terá encarregado Álvaro Frade, então alcaide-mor de Olivença, da sua criação, tendo como base os princípios da prática de acções piedosas para com todos os necessitados. Foi então tomada como base para a futura igreja da misericórdia a já existente igreja do Espírito Santo. A igreja da Misericórdia passou por diversas fases de construção, desde 1548 até chegar ao seu estado actual, em 1732.
Para além do hospital, incluía ainda um asilo para a terceira idade e um orfanato.
No seu interior, a igreja possui uma capela do século XVIII de grande beleza, dotada de uma nave com abóbada de berço. O retábulo principal foi construído em estilo barroco, assim como os outros retábulos existentes, sendo dois deles em madeira de castanheiro, situando-se na parte lateral da nave. As paredes desta encontram-se cobertas com azulejos portugueses ilustrando cenas do Novo e do Antigo Testamento, datando do início do século XVIII, aludindo ao trabalho caridoso da Santa Casa da Misericórdia.
No início do século XVIII, a Santa Casa da Misericórdia de Olivença recebia quatro mil cruzados de renda
.
Presentemente, mantém a sua função de lar para a terceira idade.

## Galeria

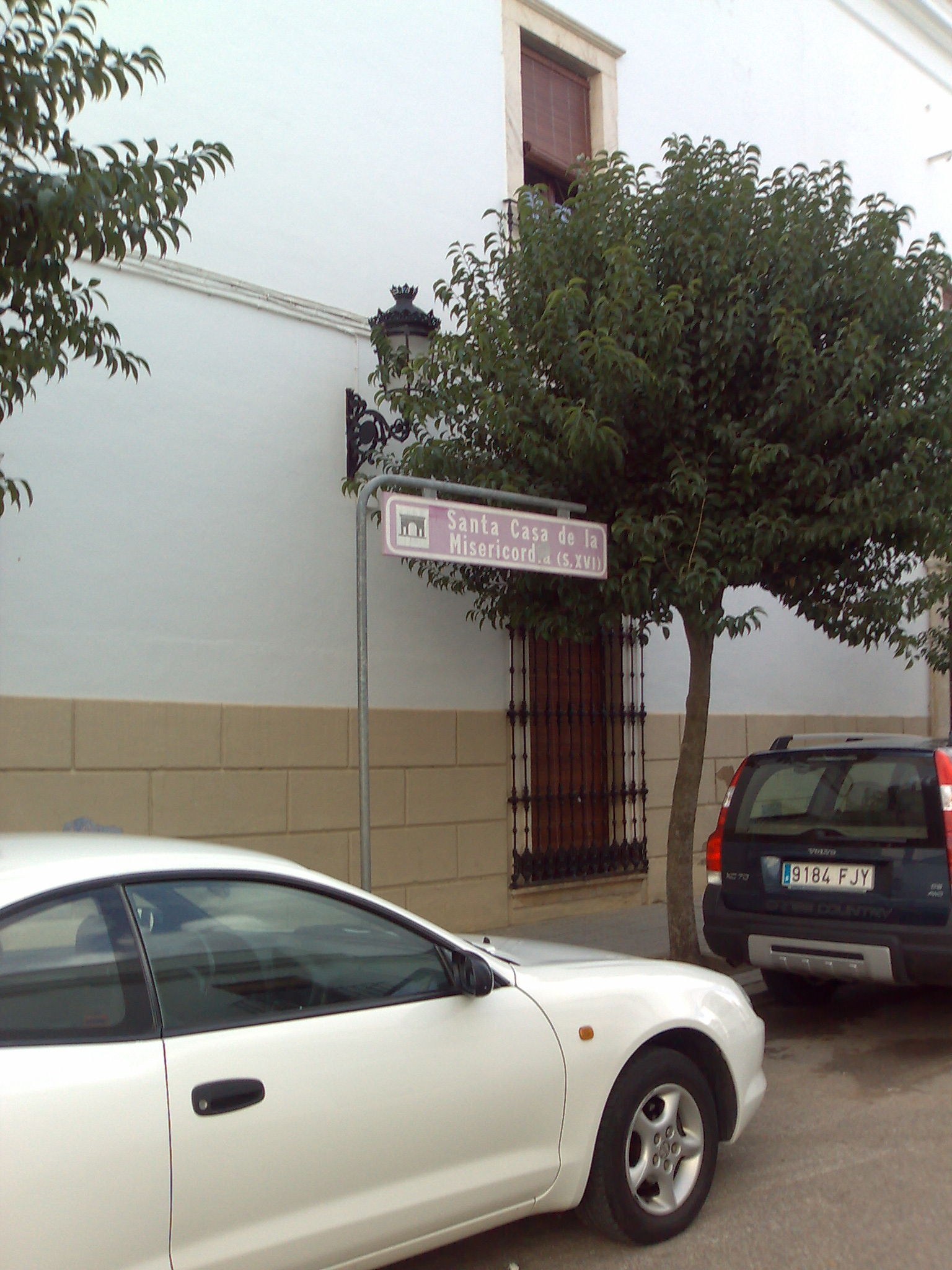
Vista exterior